# Per Bjerregaard
Per Anders Bjerregaard (født 23. januar 1946 i Randers) er en dansk læge, tidligere fodboldspiller og tidligere formand for samt administrerende direktør for Brøndby IF.
Han har selv været aktiv på førsteholdet i Brøndby før han blev formand for klubben i 1973. Her stod han for Brøndbys implementering af professionel fodbold der blev indført af DBU i 1978, børsnotering af klubben i 1987, samt opstarten af betydelige spillersalg til udlandet. Han har bestridt diverse udvalgsposter i dansk fodbold, blandt andet i DBU og Superligaen A/S.
Den 21. juli 2012 valgte Per Bjerregaard at gå af som formand og samtidig trække sig ud af bestyrelsen. Sten Lerche overtog formandsposten.

## Biografi
I 1973 begyndte han som formand for fodboldklubben Brøndby IF. Under hans ledelse rykkede klubben fra 1974 til 1982 fra landets 4. bedste række, Danmarksserien, op til landets førende liga, 1. division, hvor en kun 17-årig Michael Laudrup optrådte på holdet, da klubben debuterede i den bedste række i foråret 1982.
Per Bjerregaard var drivkraften, da Brøndby IF i 1986, trods adskillige eksperters advarsler, som den første skandinaviske klub indførte fuldtidsprofessionelle tilstande. I 1987 var Per Bjerregaard igen hovedmanden, da Brøndby IF, som kun den dengang anden klub i verden, lod sig børsnotere som aktieselskab.
I starten af 90'erne formåede han at hente den tidligere landsholdsanfører Morten Olsen til klubben som træner, hvilket skabte et bemærkelsesværdige dansk resultat på den internationale fodboldscene, da Brøndby IF kun var sekunder fra en finaleplads i UEFA Cuppen, da de blev slået i semifinalen af AS Roma.
I foråret 1992 bragte et af hans initiativer, indkøbet af banken "Interbank", klubben ud i en økonomisk krise der truede klubbens eksistens. Bjerregaard blev ved magten i klubben og formåede at redde klubben fra konkurs, samt senere at genrejse den via en favorabel aftale med kreditorerne. Sidst i 90'erne fremstod Brøndby IF atter som en førende magtfaktor i Danmark, da klubben vandt tre DM-titler i træk og formåede at kvalificere sig til Champions League.
Han har også stået bag en trinvis og løbende udvidelse af Brøndby Stadion, som klubben købte af Brøndby Kommune for 23,5 millioner i 1998. I det nye årtusind færdiggjordes stadion til en kapacitet på 26.000 siddende tilskuere.
Bjerregaard anses som en hård og koldblodig forhandler, og pr. 1. januar 2006 vurderedes det, at han hidtil havde solgt spillere for over 300 mio. kroner, hvor rekordhandelen er salget af Daniel Agger, der blev solgt til Liverpool FC for ca. 63 mio. kroner.
Helbredsmæssige problemer i starten af 00'erne samt finansiel stagnation i klubben pga. stadionudvidelsen førte i starten af 2000 til spekulationer om hans snarlige afgang som overhoved i Brøndby IF. Spekulationerne blev dog gjort til skamme da Bjerregaard i 2002 formåede at hente Michael Laudrup tilbage til klubben som træner, med John "Faxe" Jensen som assistenttræner.
Michael Laudrup og John "Faxe" Jensen førte Brøndby IF til en del titler. De forlod dog Brøndby IF i sommeren 2006, hvor Per Bjerregaard ansatte sin søn, Anders Bjerregaard (også tidl. spiller for Brøndby IF) som ny sportschef. Hollænderen Rene Meulensteen (hentet i Manchester United) overtog trænergerningen. Efter bare et halvt år i klubben skiltes Brøndby IFs og René Meulensteens veje efter en skuffende halvsæson. Derefter overtog Tom Køhlert trænergerningen fra januar 2007.
Efter flere år med hård kritik og helbredsmæssige problemer valgte Per Bjerregaard 21. juli 2012 at stoppe som formand for Brøndby IF og samtidig trække sig fra bestyrelsen.

## Sportslige meritter
- 10 danske mesterskaber
- 6 pokaltitler
- Semifinale i UEFA Cuppen
- Champions League gruppespil